# Boman får snurren
Boman får snurren är en svensk film från 1949 i regi av Åke Söderblom. Söderblom hade även två större roller i filmen.
Producent var Otto Scheutz, manusförfattare Göran Ekblom och fotograf Harald Berglund. Musiken komponerades av Nathan Görling och Erik Baumann och filmen klipptes av Wic' Kjellin. Inspelningen ägde rum mellan den 28 mars och 13 juni 1949 i Europafilms ateljéer i Sundbyberg samt i Hagalund, Ulriksdal och på Årjängstravet. Filmen premiärvisades den 4 augusti samma år på biografen Anglais i Stockholm. Den var 83 minuter lång och barntillåten.

## Rollista
- Åke Söderblom – Olle Boman
- Åke Söderblom	– Bengt Boman
- Egon Larsson – Ragnar Berglund
- Börje Mellvig – Kroogh
- Marianne Löfgren – Sara Kroogh
- Inga Brink – Birgit Kroogh
- Inga-Britt Lindman – Karin Månsson
- Douglas Håge – Lundkvist
- Lars Seligman – Fransson
- Wiktor "Kulörten" Andersson – Lenander
- Arthur Fischer – polismästare
- Gunnar Olsson – Hjalmar Lundbom
- Hugo Jacobson – bov
- John Melin – Månsson
- Carl-Axel Elfving	– allt-i-allo
- Mona Geijer-Falkner – ordförande i Husmodersföreningen
- Margit Andelius – sjuksköterska
- Marianne Ljunggren – flicka
- Karin Hilke – kvinna
- Hans Dahlgren – man
- Carl Andersson – man
- Åke Brodin – man
- Carl-Fredrik Leckström – man
- Karl Borg – man
- Uno Larsson – man
- Sigge Söderblom – ej identifierad roll
- Bertil Skoglund – ej identifierad roll
- Glenn Svensson – ej identifierad roll
- Arne Broms – ej identifierad roll
- Lillemor Levin – ej identifierad roll
- Barbro Fleege	– ej identifierad roll

### Fotnoter
1. 1 2  ”Boman får snurren”. Svensk Filmdatabas. http://sfi.se/sv/svensk-filmdatabas/Item/?itemid=4261&type=MOVIE&iv=Basic&ref=/templates/SwedishFilmSearchResult.aspx?id%3d1225%26epslanguage%3dsv%26searchword%3dboman+f%C3%A5r+snurren%26type%3dMovieTitle%26match%3dBegin%26page%3d1%26prom%3dFalse. Läst 18 mars 2013.